# Колбасин, Пётр Николаевич
Пётр Никола́евич Колбасин (20 июня 1942, Москва, СССР) — актёр, режиссёр-постановщик, сценарист, преподаватель актерского мастерства, журналист.

## Биография
Пётр Колбасин родился 20 июня 1942 года. Москвич. Родители — Николай Леонтьевич и Наталья Иосифовна.
Дебютировал в кино в 1969 году в короткометражном фильме Андрея Разумовского «Пятый день осенней выставки». После этого последовала небольшая роль в нашумевшем итало-советском кинопроекте «Подсолнухи» знаменитого Витторио Де Сика. В 1976 году закончил режиссёрский курс Олега Ефремова в школе-студии МХАТ.
Карьера кино во многом осталась нереализованной, так как по окончании Школы-студии Колбасин был направлен в региональные театры (Орджоникидзе, Ростов-на-Дону, Куйбышев, Калинин, Якутск, Бийск).
В 1985 году по направлению Министерства культуры РСФСР приехал на работу в Якутск в Русский драматический театр. Благодаря инициативе Колбасина Якутия получила свой молодёжный театр-студию. В качестве радиожурналиста создавал и вёл целый ряд познавательных и юмористических программ. Был постановщиком радиоспектаклей. В качестве оператора и режиссёра выпустил 73 авторских телепередачи «Кабинет» и ряд сюжетов на каналах ОРТ и ВГТРК, много лет сотрудничал с передачей первого канала «Человек и закон».
В 2002 году выступил в качестве режиссёра-постановщика фильма о Сергее Есенине «Жизнь длиною с песню» по заказу Государственного комитета РФ по кинематографии Министерство культуры РФ.
В настоящее время, перейдя 70-летний рубеж, Пётр Николаевич Колбасин проживает в г. Якутск, Республика Саха (Якутия) и продолжает активно трудиться на благо российской культуры. Стал членом оргкомитета первого в Якутии кинофестиваля «Солнечный конь» (2003).

## Фильмография
1. 1969 — Пятый день осенней выставки
2. 1970 — Подсолнухи
3. 1970 — Вас вызывает Таймыр — аккомпаниатор

1. 1970 — Любовь к трем апельсинам — живописец

1. 1971 — Проверка на дорогах
2. 1972 — Самый последний день
3. 1973 — Сибирский дед — революционер Постышев
4. 1980 — Там, за семью горами
5. 1982 — Остановился поезд — Губкин
6. 1983 — Такая жестокая игра – хоккей — Геннадий Степанович
7. 1984 — Парад планет— танкист
8. 1985 — От зарплаты до зарплаты — Гера
9. 1986 — Михайло Ломоносов (3-я серия)
10. 1987 — Сад желаний — Иван, дядя Аси
11. 2003 — Чёрная маска

## Награды и звания
- Почетный кинематографист РФ
- Член  Союза театральных деятелей РФ (с 1964 года)
- Член Союза журналистов РФ (с 1997)
- Член Союза кинематографистов РФ (с 1999)